# Dolní Žandov
Dolní Žandov (németül Untersandau) község Csehország Karlovy Vary-i kerületének Chebi járásában. A községhez tartozik Horní Žandov (Obersandau), Podlesí (Markusgrün), Salajna (Konradsgrün) és Úbočí (Amonsgrün).

## Története
Az ókorban kelta település. A középkori települést német telepesek alapították a 12. században. Első írásos említése 1197-ből származik, melyben Břetislav György a Teplá-i kolostornak adományozta. A 13. század második felében városi rangra emelték. 1464-ben sörfőzési joggal illették.

## Nevezetességek
- Mihály arkangyal tiszteletére szentelt templomát oklevél már 1317-ben említi. A gótikus templomot 1682-ben barokk stílusban átépítették. Szent Mihályt ábrázoló főoltára és Szent Anna mellékoltára 1697-ből származnak. Nepomuki Szent Jánost ábrázoló oltárképét 1739-ben V. Schmidt festette.
- Nepomuki Szent János szobra a templom mellett (1705).

## Népesség
A település népessége az elmúlt években az alábbi módon változott:
| Lakosok száma | 3529 | 3196 | 2912 | 1258 | 967  | 1187 | 1220 | 1240 | 1213 | 1185 |
|               | 1869 | 1890 | 1921 | 1950 | 1980 | 2001 | 2017 | 2019 | 2022 | 2024 |

## Jegyzetek

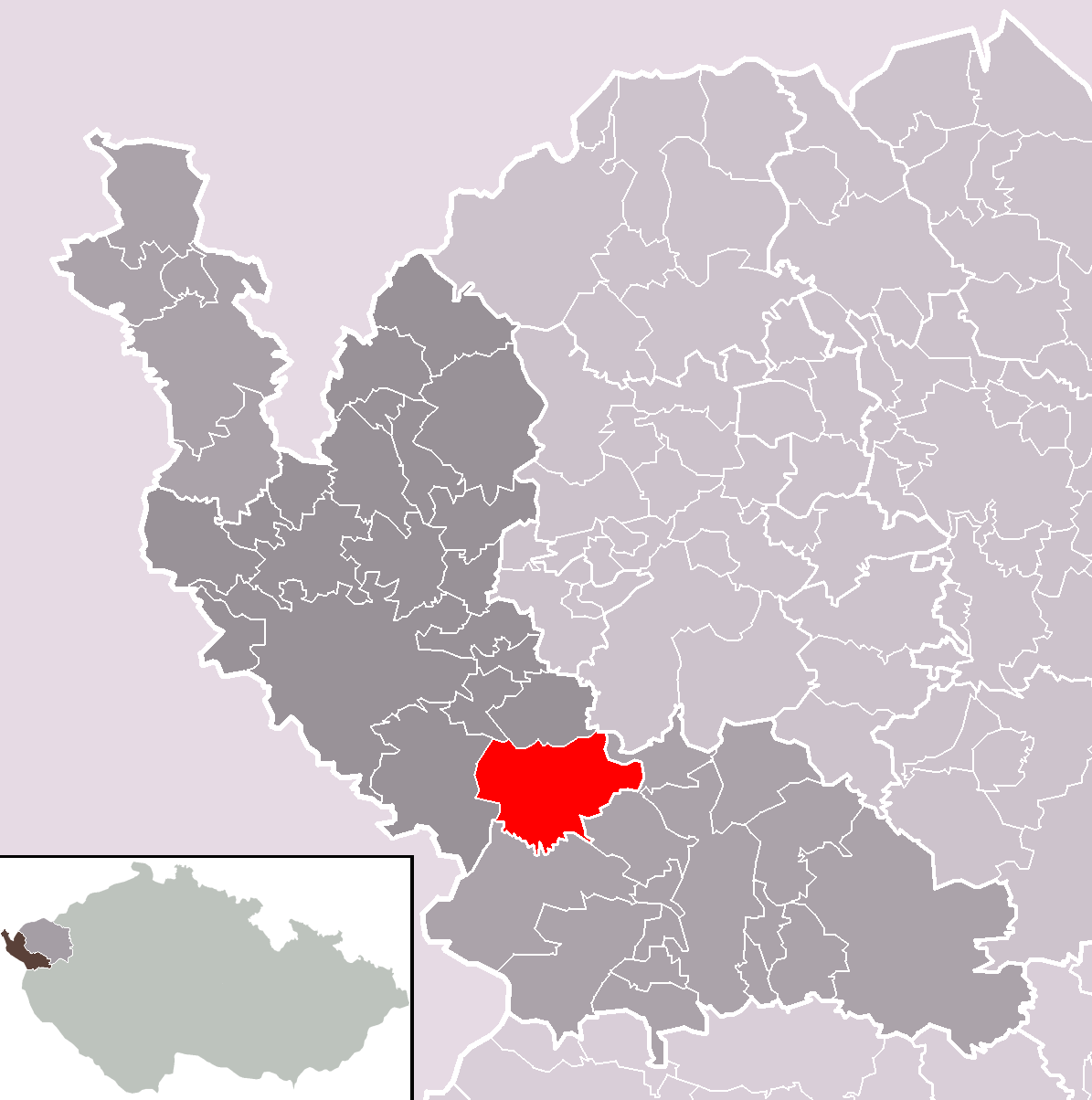
A község közigazgatási területe